# شهرك شهيد احساني (بدرانلو)
شهرك شهيد احساني (بالفارسية: شهرک شهیداحسانی) هي قرية تقع في إيران في قسم بدرانلو الريفي. يقدر عدد سكانها بـ 890 نسمة .